# David Anderson (Politiker)

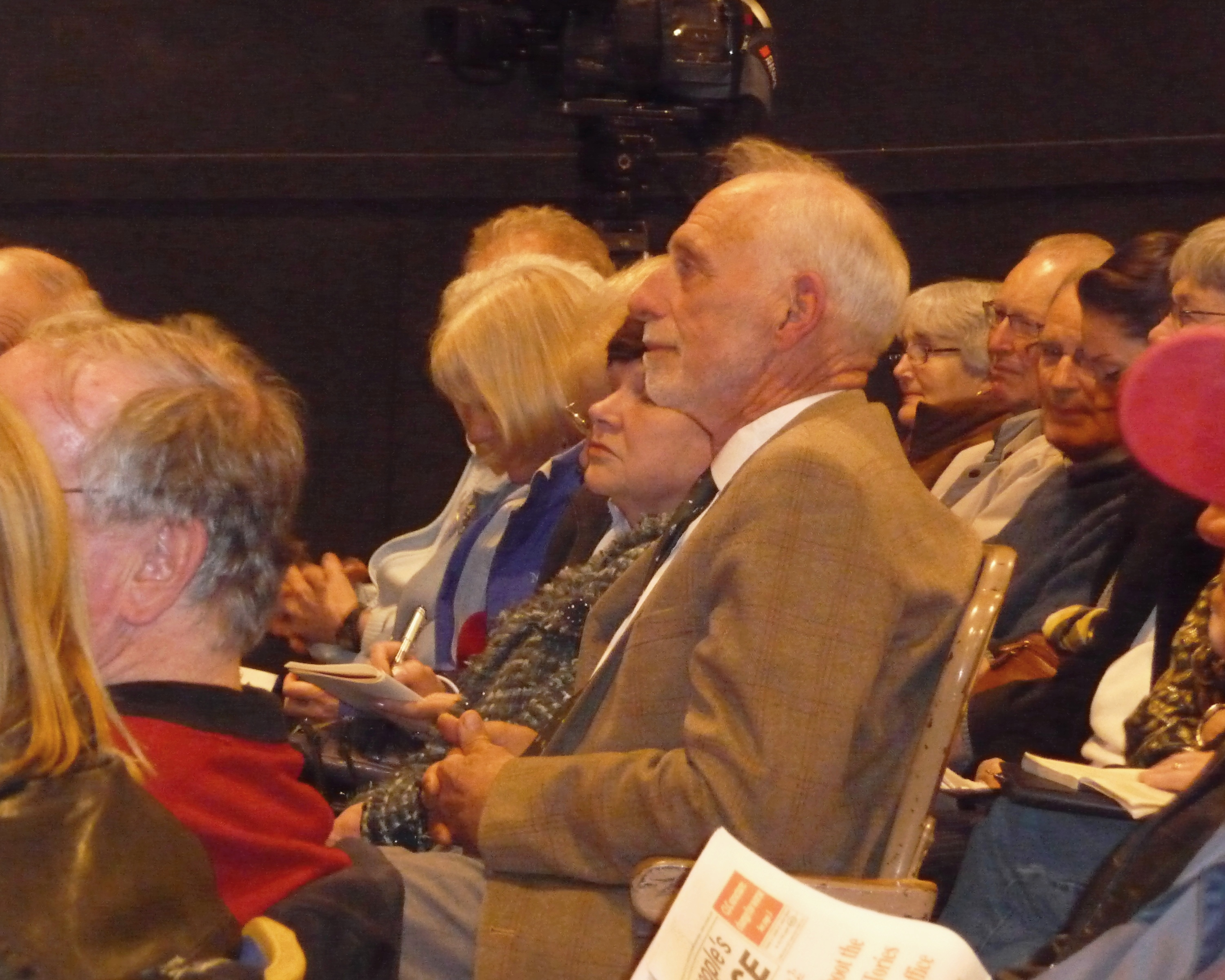
David Anderson (2011)

David Anderson PC OC OBC (* 16. August 1937 in Victoria, British Columbia) ist ein ehemaliger kanadischer Ruderer und späterer Politiker. Von 1993 bis 2003 war Anderson kanadischer Minister.

## Karriere
Anderson studierte am Victoria College, der heutigen University of Victoria, und spielte Rugby. Nach seiner Graduierung wechselte er an die University of British Columbia, studierte Jura und begann mit dem Rudersport. Bei den Panamerikanischen Spielen 1959 trat er mit dem kanadischen Achter an und gewann die Silbermedaille. Ein Jahr später war er als Ersatzmann für den Achter bei den Olympischen Spielen 1960 in Rom nominiert. Kurzfristig wechselte allerdings der fest nominierte Lorne Loomer in den Zweier ohne Steuermann und Anderson rückte in den Achter. Bei der olympischen Regatta ruderte der kanadische Achter in der Besetzung Donald Arnold, Walter D’Hondt, Nelson Kuhn, John Lecky, David Anderson, Archibald MacKinnon, William McKerlich, Glen Mervyn und Sohen Biln. Im Finale siegte der Deutschland-Achter vor den Kanadiern und dem Boot aus der Tschechoslowakei.
Anderson schloss sein Studium 1962 ab und arbeitete zunächst im Diplomatischen Dienst in Asien. Von 1968 bis 1972 war er als Vertreter der Liberalen Partei Mitglied des kanadischen Unterhauses. Dann war er drei Jahre lang Vorsitzender der British Columbia Liberal Party. Nach einer Wahlniederlage der Liberalen Partei in British Columbia zog sich Anderson als Politiker zurück und war als Hochschullehrer und Umweltberater tätig. Von 1993 bis 2006 war Anderson wieder Mitglied des kanadischen Parlaments. Im Kabinett von Ministerpräsident Jean Chrétien war Anderson von 1993 bis 1996 Minister für nationale Einkünfte, 1996/1997 Verkehrsminister, 1997 bis 1999 Fischereiminister und von 1999 bis Ende 2003 Umweltminister.
David Anderson gehört seit 1993 dem kanadischen Kronrat (Queen’s Privy Council for Canada) an. Er wurde 2010 zum Offizier des Order of Canada ernannt. 2018 wurde er in den Order of British Columbia aufgenommen.